# Athairocharis vannoorti
Athairocharis vannoorti är en stekelart som beskrevs av John M. Heraty 2002. Athairocharis vannoorti ingår i släktet Athairocharis och familjen Eucharitidae. Inga underarter finns listade.